# Sơn ca ngón ngắn Hume
Calandrella acutirostris là một loài chim trong họ Alaudidae.
được tìm thấy ở Nam Trung Á từ Iran và Kazakhstan đến Trung Quốc.

## Phân loại và hệ thống
Tên này để tưởng nhớ nhà tự nhiên học người Anh Allan Octavian Hume, người đã mô tả loài này. Hai phân loài được công nhận:
- C. a. acutirostris - Hume, 1873: Được tìm thấy từ phía đông bắc Iran và miền đông Kazakhstan đến miền tây Trung Quốc
- C. a. tibetana - Brooks, WE, 1880: Được mô tả ban đầu là một loài riêng biệt. Được tìm thấy từ phía đông bắc Pakistan đến cao nguyên Tây Tạng